# Andrew Young (langlaufer)
Andrew Young (Huntly, 21 februari 1992) is een Britse langlaufer. Hij vertegenwoordigde zijn vaderland op de Olympische Winterspelen 2010 in Vancouver, op de Olympische Winterspelen 2014 in Sotsji en op de Olympische Winterspelen 2018 in Pyeongchang.

## Carrière
Young maakte zijn wereldbekerdebuut in december 2008 in Davos. Op de wereldkampioenschappen langlaufen 2009 in Liberec eindigde hij als 98e op de sprint, samen met Andrew Musgrave, Alexander Standen en Simon James Platt eindigde hij als veertiende op de estafette. Tijdens de Olympische Winterspelen van 2010 in Vancouver eindigde de Brit als zestigste op de sprint en als 74e op de 15 kilometer vrije stijl.
In Oslo nam Young deel aan de wereldkampioenschappen langlaufen 2011. Op dit toernooi eindigde hij als 61e op de sprint, op de estafette eindigde hij samen met Andrew Musgrave, Simon James Platt en Callum Smith als vijftiende plaats. Op de wereldkampioenschappen langlaufen 2013 in Val di Fiemme eindigde hij als 45e op sprint, als 53e op de 15 kilometer vrije stijl, als 54e op de 50 kilometer klassieke stijl en als 55e op de 30 kilometer skiatlon. In december 2013 scoorde de Brit in Davos zijn eerste wereldbekerpunten. Tijdens de Olympische Winterspelen van 2014 in Sotsji eindigde Young als 37e op de 15 kilometer klassieke stijl en als 42e op de sprint.
In Falun nam hij deel aan de wereldkampioenschappen langlaufen 2015. Op dit toernooi eindigde hij als veertigste op de sprint. Op 13 december 2015 behaalde de Brit in Davos zijn eerste toptienklassering in een wereldbekerwedstrijd. Zes dagen later stond Young in Toblach voor de eerste maal in zijn carrière op het podium van een wereldbekerwedstrijd. Op de wereldkampioenschappen langlaufen 2017 in Lahti eindigde hij als 21e op de sprint en als 44e op de 15 kilometer klassieke stijl. Tijdens de Olympische Winterspelen van 2018 in Pyeongchang eindigde de Brit als 43e op de sprint en als 54e op de 15 kilometer vrije stijl. Samen met Andrew Musgrave eindigde hij als twaalfde op de teamsprint.
In Seefeld nam Young deel aan de wereldkampioenschappen langlaufen 2019. Op dit toernooi eindigde hij als 22e op de sprint, als 36e op de 15 kilometer klassieke stijl en als 38e op de 50 kilometer vrije stijl, op de teamsprint eindigde hij samen met James Clugnet op de twaalfde plaats. Op de wereldkampioenschappen langlaufen 2021 in Oberstdorf eindigde hij als 45e op de 15 kilometer vrije stijl, samen met James Clugnet eindigde hij als dertiende op de teamsprint.

## Resultaten

### Olympische Winterspelen
| Jaar | Plaats      | Resultaten                                                                      |
| ---- | ----------- | ------------------------------------------------------------------------------- |
| 2010 | Vancouver   | 60e Sprint (klassieke stijl) 74e 15 km vrije stijl                              |
| 2014 | Sotsji      | 42e Sprint (vrije stijl) 37e 15 km klassieke stijl                              |
| 2018 | Pyeongchang | 43e Sprint (klassieke stijl) 54e 15 km vrije stijl 12e Teamsprint (vrije stijl) |

### Wereldkampioenschappen
| Jaar | Plaats        | Resultaten                                                                                                |
| ---- | ------------- | --- |
| 2009 | Liberec       | 98e Sprint (vrije stijl) 14e 4×10 km estafette                                                            |
| 2011 | Oslo          | 61e Sprint (vrije stijl) 15e 4×10 km estafette                                                            |
| 2013 | Val di Fiemme | 45e Sprint (klassieke stijl) 53e 15 km vrije stijl 55e 30 km skiatlon 54e 50 km klassieke stijl           |
| 2015 | Falun         | 40e Sprint (klassieke stijl)                                                                              |
| 2017 | Lahti         | 21e Sprint (vrije stijl) 44e 15 km klassieke stijl DNF 30 km skiatlon                                     |
| 2019 | Seefeld       | 22e Sprint (vrije stijl) 36e 15 km klassieke stijl 38e 50 km vrije stijl 12e Teamsprint (klassieke stijl) |
| 2021 | Oberstdorf    | 45e 15 km vrije stijl 13e Teamsprint (vrije stijl)                                                        |

### Wereldbeker
| Legenda | Legenda            |
| ------- | ------------------ |
| TdS     | Tour de Ski        |
| NO      | Nordic Opening     |
| LT      | Lillehammer Triple |
| RT      | Ruka Triple        |
| WBF     | Wereldbekerfinale  |
| STC     | Ski Tour Canada    |
| ST      | Ski Tour           |

Eindklasseringen
| Seizoen   | Algm | DI  | SP  | TdS |
| --------- | ---- | --- | --- | --- |
| 2013/2014 | 140e | –   | 86e | DNF |
| 2014/2015 | 110e | –   | 56e | DNF |
| 2015/2016 | 46e  | –   | 17e | DNF |
| 2016/2017 | 53e  | 81e | 25e | DNF |
| 2017/2018 | 74e  | –   | 33e | DNF |
| 2018/2019 | 51e  | 52e | 29e | DNF |
| 2019/2020 | 43e  | 37e | 28e | –   |
| 2020/2021 | 25e  | 33e | 7e  | –   |